# Благовещенский Митрофанов монастырь
Благовещенский Митрофанов монастырь — православный мужской монастырь, существовавший в Воронеже на месте главного корпуса Воронежского государственного университета (Университетская пл., д. 1).
Основан 1 (13) сентября 1836 года на основе архиерейского подворья после канонизации в 1832 году первого воронежского епископа Митрофана и обретения его мощей, на конце Ново-Московской улицы. До 1918 года имел статус 1-классного, кафедрального необщежительного монастыря.
Здания монастыря снесены полностью в 1950-е годы.

## История
Обитель была открыта 1 (13) сентября 1836 года Высочайшим соизволением как «Кафедральный Митрофанов Благовещенский монастырь». В состав монастыря были включены архиерейский дом и кафедра епархиального воронежского архиерея.
Архитектурный комплекс монастыря составлял единую архитектурную композицию с впоследствии утраченным Благовещенским собором. Строительство каменного Благовещенского собора велось при деятельном участии и финансовой поддержке епископа Митрофана. Поэтому новый монастырь и получил своё название по имени главного храма и епископа.
В проектировании этого архитектурного ансамбля, сложившегося в конце XVIII — начале XIX века, если верить местной традиции, принимал участие известный архитектор Д. Кваренги. В монастырь в августе съезжались тысячи людей для поклонения мощам Святителя.
В монастырской ограде находились две церкви: зимняя Архангельская и летняя во имя святого Митрофана, сооруженная в 1839 году. В последней располагалась трапезная. Каменный архиерейский дом, примыкавший к монастырю, был выстроен в 1789 году. При нем находилась крестовая церковь.
Управлялся монастырь епископом Воронежским, которого заменял наместник-архимандрит.

### Рака святого Митрофана
В Митрофановом монастыре хранились мощи первого воронежского епископа, рака была изготовлена для которых на средства воронежского купечества. На ее крышке был изображен образ святого Митрофана. С одной из сторон находился барельеф с изображением несущих его гроб Петра Великого и вельмож и фразой царя, якобы сказанной при погребении епископа: «Стыдно намъ будетъ, если мы не засвидѣтельствуемъ нашей благодарности сему пастырю — отданіемъ чести». Над мощами стоял балдахин, а над отгороженной решеткой могилой святого была установлена плащаница, сооруженная им самим, и его образ в полный рост.

### XX век

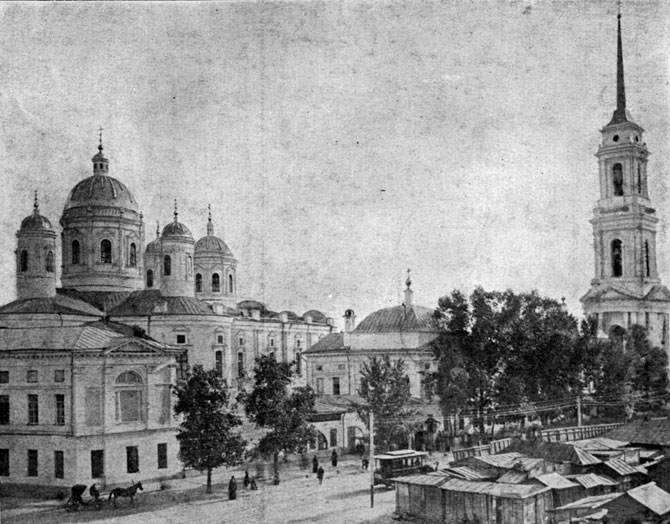
Митрофановская площадь в начале XX века

До революции 1917 года на площади начиналась одна из веток конно-железной городской дороги. В 1920 году на месте бывших торговых лавок был устроен сквер (просуществовал он недолго). Когда сажали деревья, обнаружили кирпичное подземелье под площадью. В это время в самом монастыре жизнь ещё текла привычным чередом, но в соседних зданиях находились места для заключённых (лагеря). Во время Гражданской войны здания монастыря сильно пострадали, некоторые были перестроены под жилые. В 1927 году их попытались реконструировать.
По смерти митрополита Владимира (Шимковича) (архиепископ Воронежский с 8 августа 1923 года), в январе 1926 года, новым предстоятелем епархии стал Петр Зверев, который под давлением властей сделал местом своего пребывания Алексеево-Акатов монастырь (а не Митрофанов монастырь). В 1929 году обитель была окончательно закрыта, рака мощей Митрофана была передана в музей. В 1920-х годах было запланировано провести к площади трамвайные пути, но к тому времени монастырь уже перестал быть центром города. По сообщениям в газете «Коммуна» от 8 мая и 2 декабря 1930 года следовало, что в промежутке улиц Плехановской и Володарского строится «жилищный комбинат» со столовой, детскими яслями, залом заседаний и общественными комнатами. В 30-х годах XX века в зданиях монастыря были и студенческие общежития, и областной архив, и архивное управление.
Во время Великой Отечественной войны монастырский комплекс пострадал из-за обстрелов. Колокольня использовалась оккупировавшими правый берег реки Воронеж немцами как пункт наблюдения за советскими войсками и была разрушена практически до основания (её место — у юго-западного угла современного главного корпуса ВГУ). После войны, как и другие храмы Воронежа, корпуса Митрофановского монастыря использовались как жилые помещения. В конце 1940-х годов этот район называли «Старым городом».
Изначально на месте Митрофановского монастыря в послевоенные годы планировался к возведению мемориал памяти Великой Отечественной. Проект был разработан академиком архитектуры Л. В. Рудневым. Предполагалось построить музей с ротондой и высокой башней в память о колокольне. Но в 1950 году председателем горисполкома Н. В. Бельским, главным архитектором города Н. В. Троицким был подписан акт о строительстве на Митрофановской площади здания Воронежского Государственного Университета; площадь была переименована в Университетскую, все остававшиеся сооружения монастыря снесены.

## Интересные факты
По образцу колокольни монастыря была построена колокольня-церковь Александра Невского в Россоши.